# 兹威基 II 96
兹威基 II 96 （也稱為II Zw 96）是位於海豚座，距離地球5億光年，正在進行星系合併的一個星系對。
合併中的星系形狀是不尋常的；有著大量年輕、活躍恆星的星暴區域，與主要的核心之間有著長的絲狀結構。這個系統幾乎有資格成為極亮紅外星系的系統，但尚未達到最後的聚集階段，而這是多數極亮紅外星系系統的規範。
這張照片是NASA/ESA的哈伯太空望遠鏡收集的59張合併星系的照片之一，是在2008年4月24日為慶祝哈伯太空望遠鏡發射升空18周年所釋出的圖像